# Cupola della Catena
La Cupola della Catena (in arabo قبة السلسلة‎?, Qubbat al-Silsila) è situata ad est della Cupola della Roccia sul monte del Tempio nella Città Vecchia di Gerusalemme. Fu costruita dalla dinastia omayyade nel 691 d.C. come luogo di preghiera; venne trasformata in una cappella cristiana durante la dominazione crociata e divenne infine un luogo di preghiera islamico sotto gli ayyubidi. Fu ristrutturata numerose volte: dai mamelucchi, dagli ottomani e dal waqf di Gerusalemme sotto l'amministrazione giordana.

## Storia
Nonostante possegga alcuni elementi architettonici pre-islamici, c'è ampio consenso nel far risalire la costruzione della cupola al 691 d.C. per ordine del califfo omayyade Abd al-Malik ibn Marwan. Il design originale è rimasto pressoché inalterato anche a seguito delle numerose ristrutturazioni.

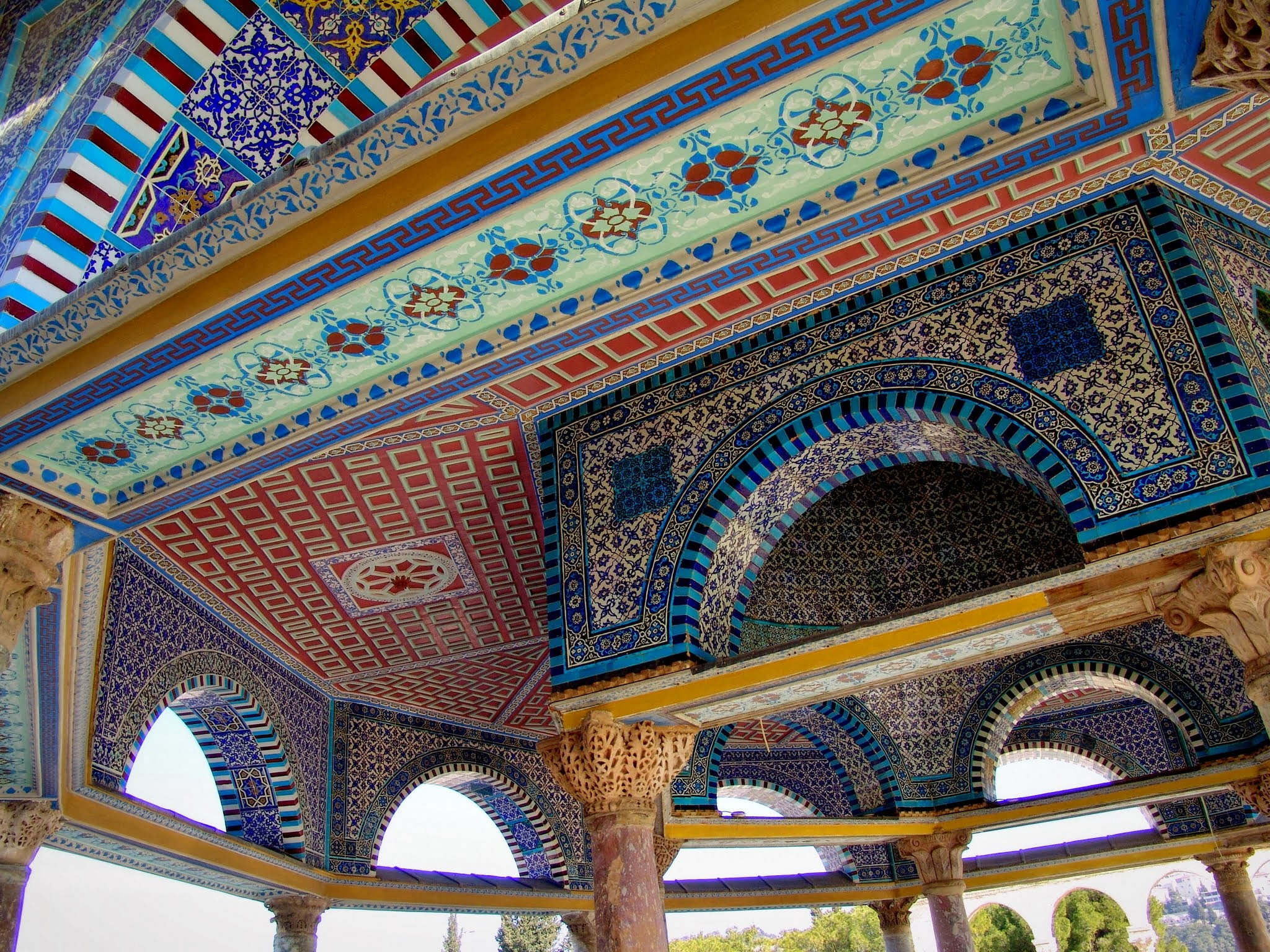
Vista interna della cupola

Quando i crociati conquistarono Gerusalemme nel 1099, identificarono il luogo dove sorge la Cupola della Catena come il punto esatto in cui San Giacomo fu martirizzato e trasformarono l'edificio in una capella dedicata al santo, nell'ambito del Templum Domini. Nel 1187, dopo la riconquista della città da parte del Saladino, la cupola ritornò ad essere un luogo di preghiera islamico. Nel 1199-1200, il soffitto ed il pavimento vennero restaurati. I cristiani riconvertirono temporaneamente la cupola nel 1240-1244, prima che essa fosse nuovamente riconvertita dagli arabi.
La struttura venne restaurata dal sultano mamelucco Baybars. Gli ultimi lavori riguardarono il rivestimento in marmo del miḥrāb. Nel 1561, sotto la dominazione ottomana, le piastrelle del mihrab vennero verniciate e, nel 1760, restaurate.
L'ultimo restauro avvenne per ordine del waqf nel 1975-1976 quando la città era sotto l'amministrazione giordana.

## Origine del nome
L'origine del nome deriva da una leggenda secondo la quale re Salomone (o Davide) amministrava la giustizia in questo luogo utilizzando una catena sospesa tra il paradiso e la terra. In caso di controversie il re avrebbe chiesto ai contendenti di afferrare la catena e solo l'innocente ci sarebbe riuscito, mentre il colpevole no.
Secondo la tradizione islamica, nel giorno del giudizio la catena fermerà i peccatori e lascerà passare i giusti.

## Architettura

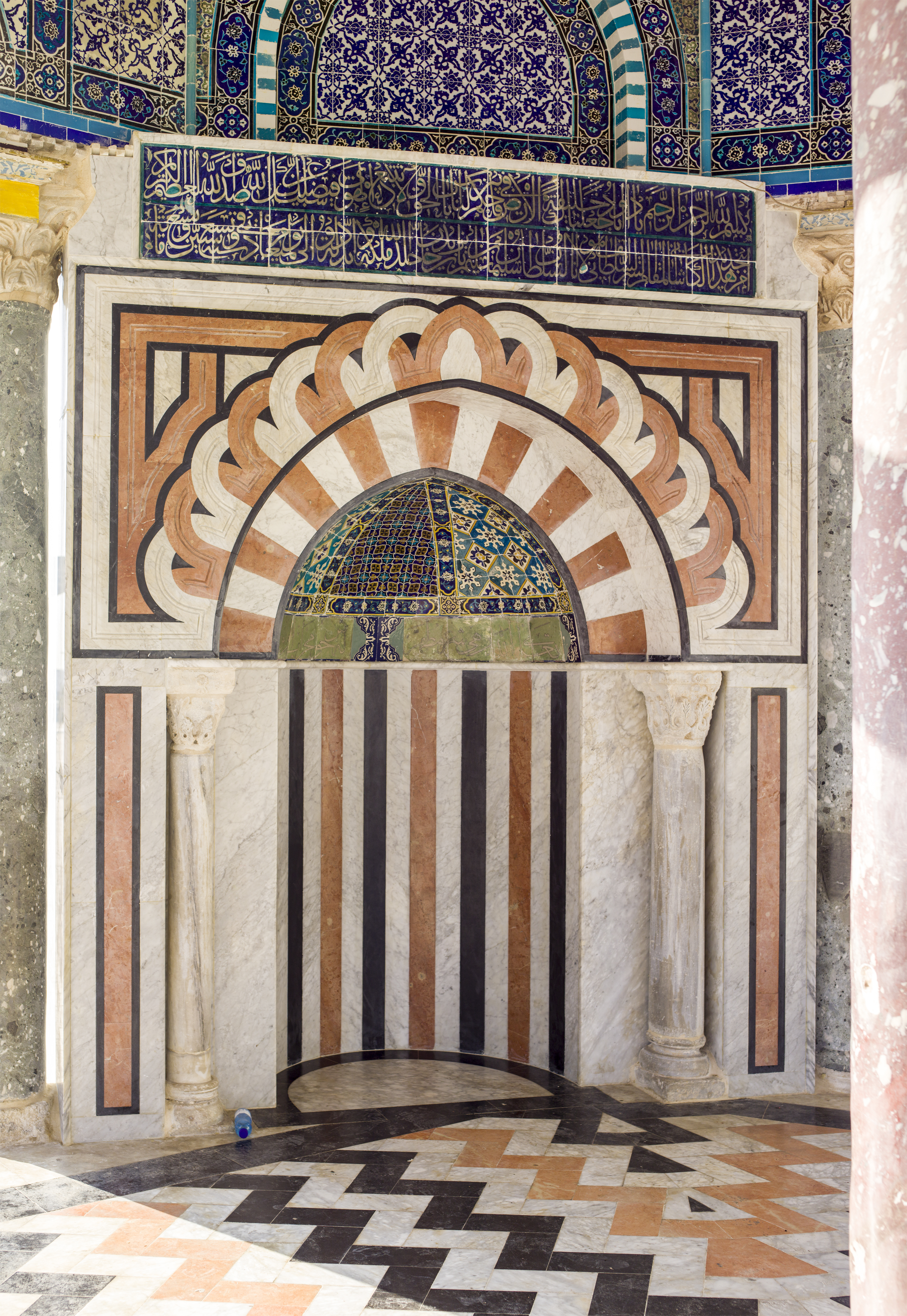
Il miḥrāb

La struttura consiste di una cupola sorretta da due arcate concentriche aperte, una interna ed una esterna. La cupola poggia su un timpano esagonale supportato da sei colonne che costituiscono l'arcata interna. L'arcata esterna è costituita da undici colonne. Il muro che contiene il miḥrāb è fiancheggiato da due colonne più piccole. La costruzione contiene diciassette colonne che, secondo fonti storiche, erano originariamente venti e ciò sta ad indicare un profondo lavoro di restauro, probabilmente risalente al XIII secolo. La Cupola della Catena ha un dimetro di 14 m ed è la terza struttura più grande sul monte del Tempio dopo la moschea al-Aqsa e la Cupola della Roccia.